# Amy Carlson (Mother God)
Pour les articles homonymes, voir Amy Carlson et Carlson.
Amy Carlson née le 20 novembre 1975 et morte en avril 2021, est connue par ses disciples sous le nom de Mother God (Mère Dieu), Mom, ou Momma G. Elle est une gourou américaine et la cofondatrice du nouveau mouvement religieux sectaire Love Has Won. Amy Carlson et ses disciples croient qu'elle est Dieu, un être de 19 milliards d'années et une réincarnation de Jésus-Christ, et qu'elle peut guérir les personnes atteintes du cancer « avec le pouvoir de l'amour ».
Le corps de Amy Carlson est retrouvé momifié dans l'enceinte de Love Has Won à Crestone, Colorado, en avril 2021.

## Biographie

### Jeunesse
Amy Carlson nait le 20 novembre 1975 à Wichita, près de McPherson, Kansas. Ses parents divorcent quand elle est enfant et après leur remariage, elle grandit entre leurs maisons du Kansas et d'Oklahoma City,,. Amy Carlson et sa sœur Tara partent vivre avec sa mère et son beau-père après des allégations de maltraitance de la part de leur belle-mère. La famille vit plus tard dans la classe moyenne à Dallas, au Texas, où Amy obtient de bonnes notes et chante dans la chorale de l'école. Ils déménagent à Houston,.

### Vie adulte
Amy Carlson a trois enfants de trois pères différents. Avant de se tourner vers l'ésotérisme, elle travaillait comme manager chez McDonald's. Elle semble avoir une consommation excessive d'alcool.

### Débuts dans l'ésotérisme et basculement dans le sectarisme
Au milieu des années 2000, Amy Carlson développe un intérêt pour la philosophie New Age et devient une contributrice régulière sur les forums du site Web Lightworkers.org. Sur le forum, elle rencontre Amerith WhiteEagle, qui la convainc qu'elle est divine, et Amy Carlson commence à prétendre expérimenter des phénomènes paranormaux ; Plus précisément, elle prétend avoir entendu une voix lui disant qu'elle deviendrait un jour présidente des États-Unis.
Fin 2007, Amy Carlson quitte son troisième mari, ses enfants et son travail et cesse tout contact avec la plupart des membres de sa famille,. Elle rejoint ensuite WhiteEagle au Colorado. Le groupe est à l'origine connu sous le nom de Fédération Galactique de Lumière. Le groupe publie ses premières vidéos sur YouTube en 2009. Amy Carlson et WhiteEagle dirigent le groupe en tant que Dieu Mère et Père.

### Love Has Won
Amy Carlson quitte WhiteEagle vers 2014 après avoir recruté son premier disciple, Miguel Lamboy. C'est le début de Love Has Won (L'amour a gagné). Miguel gère la logistique et les finances du groupe. Le mouvement commence à se développer à partir de 2014, principalement grâce à Internet,. Le groupe voyage entre le Colorado, l'Oregon, la Californie et la Floride avant 2018, avant de déménager à Moffat, Colorado. Il y a alors une succession de plusieurs « Dieux-Pères », Jason Castillo devenant le « Dieu-Père » final en 2018.
Le groupe déménage brièvement sur l'île de Kauai à Hawaï en août 2020, où ils rencontrent l'hostilité de la population locale après que Amy Carlson proclame publiquement qu'elle était la déesse hawaïenne Pelé. Une manifestation de plusieurs jours suit cette déclaration, les manifestants allumant des feux de bois flottés et scandant des prières hawaïennes autour de la propriété louée dans laquelle séjournait le groupe. Des séquences vidéo fournies au Denver Post par Lauryn Suarez, membre de Love Has Won, montrent des œufs et des pierres jetés sur la maison, ainsi que les vitres brisées de la maison et le SUV garé dans l'allée. Le maire de Kauai, Derek Kawakami, intervient alors pour négocier le départ du groupe de l'île. Ils se rendent ensuite à l'aéroport de Kahului à Maui, mais sont obligés de retourner au Colorado en septembre 2020.

### Problèmes de santé
En septembre 2020, l'information circule selon laquelle Amy Carlson est en mauvaise santé et paralysée de la taille aux pieds ; Amy Carlson elle-même a déclaré qu'elle avait un cancer,. Dans les semaines qui précédent sa mort, la police est appelée à plusieurs reprises pour vérifier son état de santé. À chaque visite, les membres de LHW affirment qu'elle n'était pas chez elle.
Début avril 2021, le groupe se trouve dans un parc de camping-cars à Mount Shasta, dans le nord de la Californie, mais doit partir en raison de la surpopulation. Amy Carlson est vue vivante pour la dernière fois par une personne extérieure au groupe le 10 avril 2021.
Juste avant la mort de Amy Carlson en avril 2021, Lamboy paye 50 $ au bureau du secrétaire d'État du Colorado pour enregistrer une nouvelle organisation à but non lucratif, Gaia's Crystal Schools Inc., indiquant l'adresse associée comme 4 Alcedo Court, où les autorités récupèreront le corps de Amy Carlson,.
Dans le documentaire de HBO Love Has Won, le groupe déclare qu'ils s'étaient rendus à Ashland, dans l'Oregon, à la demande de Amy Carlson, et avaient séjourné au Callahan's Mountain Lodge. Là-bas, elle aurait perdu tout contrôle moteur et aurait dû être transporté. Selon une vidéo YouTube réalisée par deux membres, Amy Carlson avait demandé à être emmené à l'hôpital, mais ils avaient refusé. Elle est décédée dans la chambre du Callahan's Mountain Lodge à une date inconnue très peu de temps après le déménagement. Le groupe a déplacé le corps de Amy Carlson quelques jours après sa mort dans la forêt nationale du Mont Hood lorsque le personnel de l'hôtel est devenu méfiant. Le groupe a attendu que les êtres « galactiques » récupèrent son corps, mais Castillo a affirmé avoir entendu un appel pour déplacer le corps de Amy Carlson. Son corps a été ramené au domicile missionnaire du groupe au 4 Alcedo Court, Crestone, Colorado.

### Décès, autopsie et enquête
Le 28 avril 2021, Lamboy se rend au service de police du comté de Saguache et signale que le groupe était venu chez lui avec le cadavre de Amy Carlson et y restait sans autorisation, et qu'il n'avait pas été en contact avec Amy Carlson depuis plusieurs mois. À leur arrivée, la police découvre le cadavre momifié de Amy Carlson ; son état de délabrement suggérait qu'elle était morte depuis plusieurs semaines. Le corps a été retrouvé dans un sac de couchage enveloppé de lumières de Noël, le visage couvert de paillettes et les yeux manquants, dans ce que les autorités ont déclaré être un sanctuaire de fortune.
Sept membres du groupe sont alors inculpés de maltraitance sur cadavre ainsi que de maltraitance sur enfant en raison de la présence de deux enfants dans la propriété,. Une photo prise quelques semaines avant la mort présumée de Amy Carlson montre son apparence émaciée ; elle avait les cheveux clairsemés et la peau décolorée avec une teinte violacée,. Elle pesait 37 kg lorsqu'elle est décédée.
Selon le coroner du comté de Saguache, Tom Perrin, Amy Carlson avait ingéré de grandes quantités d'argent colloïdal, dont le groupe faisait la promotion comme remède au COVID-19, et avait reçu un avertissement de la FDA à ce titre,. La consommation prolongée d'argent colloïdal peut entraîner une décoloration bleu-gris de la peau, ainsi que des convulsions et une défaillance d'organes. Un rapport d'autopsie publié en décembre 2021 déclare que Amy Carlson était décédé des suites d'un « déclin global dans un contexte d'abus d'alcool, d'anorexie et d'ingestion chronique d'argent colloïdal ». L'autopsie ne trouve aucune preuve que Amy Carlson avait un cancer.
Le 5 mai, le procureur adjoint Alex Raines annonce son intention de transformer les accusations d'abus de cadavres en accusations plus graves de falsification d'un corps humain décédé, et les membres du groupe feraient face à un mélange d'accusations de maltraitance d'enfants, d'abus de un cadavre, falsification de restes humains décédés et séquestration,. Les accusations ont été abandonnées par la suite.
Bien que la maison et les comptes bancaires du groupe soient au nom de Lamboy, il n'a pas été inculpé en relation avec le cadavre. Lamboy aurait vidé le compte bancaire du groupe, qui contenait 330 000 dollars. Les membres du groupe ont rapporté qu'ils n'avaient pas eu de nouvelles de Lamboy depuis le 28 avril 2021, et plusieurs médias n'ont pas réussi à le localiser.

### Réactions du groupe
Ses partisans affirment que, plutôt que de mourir, Amy Carlson était « montée » dans la cinquième dimension après avoir absorbé toute la douleur de l'humanité. Le site Web Lovehaswon.org a été mis hors ligne,. Plusieurs membres principaux de Love Has Won croient toujours qu'Amy Carlson est Dieu et rejettent ce qu'ils appellent le « monde 3D ».
Le groupe renomme sa page Facebook et sa chaîne YouTube en « 5D Full Disclosure » et lance un nouveau site Web, 5dfulldisclosure.org. À la suite de la mort de Amy Carlson, le groupe se divise, Castillo formant le groupe distinct Joy Rains avec un petit nombre de partisans.

### Croyances véhiculées
Les enseignements de Amy Carlson tournaient autour de l'idée qu'elle était la 534e incarnation de Dieu Mère, une divinité qui était destinée à conduire exactement 144 000 croyants hors de la réalité superficielle de notre « monde en 3D » et vers un plan d'existence supérieure de cinquième dimension. Elle a dit qu'elle était la Terre Mère, Gaia, Cléopâtre, Jésus, Jeanne d'Arc, Harriet Tubman, et Marilyn Monroe ; elle a affirmé avoir un souvenir complet de sa vie, y compris d'avoir été crucifiée en tant que Jésus,,. Elle a dit qu'elle pouvait « produire des miracles, un peu comme Jésus ». Elle a également affirmé être la « Madame Blavtski » réincarnée, probablement Helena Blavatsky, la fondatrice de la religion occulte Théosophie. Amy Carlson a également déclaré qu'Elvis Presley était son fils.
Pour atteindre ses objectifs, elle devait communier régulièrement avec « Les Galactiques », une « équipe éthérique » d'ambassadeurs spirituels qui, selon elle, était en grande partie composée de célébrités décédées,. Robin Williams était son bras droit et Patrick Swayze était responsable des animaux de compagnie. John Lennon faisait partie de l'équipe et commandait un vaisseau spatial ; Love Has Won l'a identifié comme étant Ashtar. Les autres membres de The Galactics étaient Whitney Houston, Prince, Steve Irwin, Carrie Fisher, Rodney Dangerfield, Tupac Shakur, Chris Farley, David Bowie, Gene Wilder et Michael Jackson – ainsi que les vivants Donald Trump et Carol Burnett. Elle prétendait également recevoir l'aide du comte métaphysique de Saint-Germain.
Elle a affirmé qu’elle vivait dans l’ancienne terre mythique de la Lémurie et que Trump était son père. Une technologie spéciale et obscure aurait été volée, provoquant une explosion qui a coulé l'Atlantide. Dieu Mère a pu sauver cette technologie, mais n'a pas pu s'élever complètement vers la cinquième dimension parce que l'humanité n'était pas prête, elle a donc continué à revenir sur Terre sous forme humaine.
L'ancien site Internet du groupe indiquait que Amy Carlson était une chirurgienne spirituelle qui travaillerait « de manière multidimensionnelle » pour opérer le corps des gens et guérir diverses maladies physiques. Elle a déclaré qu'elle avait guéri le cancer, la maladie de Lyme, la dépendance et les pensées suicidaires, qu'elle avait enlevé des tumeurs cérébrales et aidé des cas d'autisme,.

## Apparitions dans les médias
- Amy Carlson est apparue sur Dr Phil en 2020, où elle a répandu ses affirmations selon lesquelles elle était Dieu et s'est confronté à sa famille[2].
- Dateline NBC a diffusé un documentaire de deux heures sur le groupe le 15 octobre 2021[41].
- Une série documentaire HBO Love Has Won: The Cult of Mother God réalisée par Hannah Olson a été créée le 13 novembre 2023[42],[43]. Le documentaire interviewe des adeptes actuels et anciens de Love Has Won.
- Mother God : l’histoire folle d’amy, retrouvée momifiée par sa secte, Pacôme Thiellement[10].
- Mother God - Dieu est parmi nous[3].

## Voir également
- Complexe de Dieu